# Leicester Riders
Leicester Riders, conocido por motivos de patrocinio como Jelson Holmes DMU Leicester Riders, es un club británico de baloncesto profesional que juega en el British Basketball League (BBL). Es el equipo más antiguo de baloncesto en el país, aunque recientemente han llegado a tiempos económicamente difíciles y se tuvo que enfrentar a varias liquidaciones durante el año 2007 antes de que los aficionados y las empresas locales intervinieran en la salvación del club.

## Historia del club
Fundado el 26 de abril de 1967 como Loughborough All Stars, y por tanto Leicester Riders son el club más veterano del baloncesto británico.
Fueron miembros fundadores de La Liga Nacional de Baloncesto de Inglaterra en 1972 y la BBL en 1987.
El club se trasladó de Loughborough a Leicester en 1981 antes de volver a jugar en la Loughborough University en 1997, muy cerca de Victory Hall, donde el club jugó su primer partido.
En 2004 los Riders llegaron a un acuerdo de patrocinio con la De Montfort University y se trasladó a Leicester para jugar sus partidos en el John Sandford Sports Centre.
En febrero de 2007, los Riders se encontraron con problemas financieros, lo cual provocó que los jugadores y los entrenadores no cobraran. Frente a la perspectiva de la liquidación a mitad de la temporada 2006-2007 un exdirector del equipo, Mike Steptoe, y una asociación de seguidores formaron un consorcio para recaudar el dinero suficiente para financiar el club y mantenerlo en competición.
El futuro parcía más brillante, sin embargo, durante el final de temporada después de la pérdida de una importante inyección de dinero, el club se sumergió de nuevo en el caos financiero en agosto de 2007. Teniendo tan sólo tres semanas para recaudar los fondos necesarios para competir para la siguiente temporada 2007–2008, los aficionados del club y el contratista local Jelson Homes se unieron para salvar al club una vez más.
Parte del acuerdo de patrocinio con Jelson Homes era asegurar el futuro del club, invirtiendo en la cantera de baloncesto de la comunidad, ofreciendo a los jóvenes de Leicester programas de entrenamiento de baloncesto.

## Registro por temporadas
| Temporada              | Div.  | Pos. | Pld. | G  | L  | Pts. | Play Offs        | Trofeo           | Copa             |
| ---------------------- | ----- | ---- | ---- | -- | -- | ---- | ---------------- | ---------------- | ---------------- |
| Loughborough All-Stars |       |      |      |    |    |      |                  |                  |                  |
| 1972–1973              | NBL   | 4º   | 10   | 5  | 5  | 15   | N/A              | N/A              | 1º Ronda         |
| 1973–1974              | NBL   | 6º   | 14   | 5  | 9  | 19   | N/A              | N/A              | Semifinal        |
| 1974–1975              | NBL   | 7º   | 18   | 8  | 10 | 26   | N/A              | N/A              | Semifinal        |
| 1975–1976              | NBL 1 | 6º   | 18   | 6  | 12 | 24   | N/A              | N/A              | Cuartos de final |
| 1976–1977              | NBL 1 | 6º   | 18   | 8  | 10 | 26   | N/A              | N/A              | Cuartos de final |
| 1977–1978              | NBL 1 | 5º   | 18   | 9  | 9  | 18   | N/A              | N/A              | Cuartos de final |
| 1978–1979              | NBL 1 | 6º   | 20   | 10 | 10 | 18   | NSC              | N/A              | Cuartos de final |
| 1979–1980              | NBL 1 | 6º   | 20   | 10 | 10 | 18   | NSC              | N/A              | Semifinal        |
| 1980–1981              |       | -    | -    | -  | -  | -    | -                | -                | -                |
| Leicester All-Stars    |       |      |      |    |    |      |                  |                  |                  |
| 1981–1982              | NBL 2 | 1º   | 16   | 16 | 0  | 32   | NSC              | N/A              | -                |
| 1982–1983              | NBL 1 | 6º   | 24   | 16 | 8  | 32   | NSC              | N/A              | -                |
| 1983–1984              | NBL 1 | 6º   | 36   | 23 | 13 | 45   | NSC              | N/A              | -                |
| 1984–1985              | NBL 1 | 6º   | 26   | 15 | 11 | 30   | Semifinal        | N/A              | -                |
| 1985–1986              | NBL 1 | 8º   | 28   | 14 | 14 | 28   | -                | N/A              | -                |
| Leicester City Riders  |       |      |      |    |    |      |                  |                  |                  |
| 1986–1987              | NBL 1 | 5º   | 24   | 16 | 8  | 32   | -                | N/A              | -                |
| 1987–1988              | BBL   | 9º   | 28   | 14 | 14 | 28   | NSC              | 1º Ronda         | Semifinal        |
| 1988–1989              | BBL   | 4º   | 20   | 14 | 6  | 28   | Semifinal        | Semifinal        | 2º Ronda         |
| 1989–1990              | BBL   | 6º   | 28   | 7  | 21 | 14   | NSC              | 1º Ronda         | 2º Ronda         |
| 1990–1991              | BBL   | 4º   | 24   | 14 | 10 | 28   | Semifinal        | Semifinal        | Subcampeón       |
| 1991–1992              | BBL   | 6º   | 30   | 14 | 16 | 28   | Cuartos de final | Subcampeón       | Semifinal        |
| 1992–1993              | BBL   | 8º   | 33   | 12 | 21 | 24   | Cuartos de final | Semifinal        | Semifinal        |
| 1993–1994              | BBL   | 7º   | 36   | 20 | 16 | 40   | Cuartos de final | Semifinal        | Cuartos de final |
| 1994–1995              | BBL   | 11º  | 36   | 8  | 28 | 16   | NSC              | 1º Ronda         | Cuartos de final |
| 1995–1996              | BBL   | 9º   | 36   | 11 | 25 | 22   | DNQ              | 1º Ronda         | 4º Ronda         |
| 1996–1997              | BBL   | 8º   | 36   | 15 | 21 | 30   | Cuartos de final | Semifinal        | Cuartos de final |
| Leicester Riders       |       |      |      |    |    |      |                  |                  |                  |
| 1997–1998              | BBL   | 9º   | 36   | 15 | 21 | 30   | NSC              | Cuartos de final | Subcampeón       |
| 1998–1999              | BBL   | 12º  | 36   | 9  | 27 | 18   | NSC              | Semifinal        | 1º Ronda         |
| 1999–2000              | BBL N | 7º   | 36   | 10 | 26 | 20   | NSC              | 1º Ronda         | Cuartos de final |
| 2000–2001              | BBL N | 4º   | 36   | 17 | 19 | 34   | Ganadores        | 1º Ronda         | Ganadores        |
| 2001–2002              | BBL N | 5º   | 32   | 11 | 21 | 22   | NSC              | 1º Ronda         | 1º Ronda         |
| 2002–2003              | BBL   | 11º  | 40   | 3  | 37 | 6    | NSC              | 1º Ronda         | 1º Ronda         |
| 2003–2004              | BBL   | 9º   | 36   | 5  | 31 | 10   | NSC              | 1º Ronda         | Cuartos de final |
| 2004–2005              | BBL   | 10º  | 40   | 11 | 29 | 22   | NSC              | 1º Ronda         | 1º Ronda         |
| 2005–2006              | BBL   | 6º   | 40   | 18 | 22 | 36   | Cuartos de final | Subcampeones     | 1º Ronda         |
| 2006–2007              | BBL   | 7º   | 36   | 13 | 23 | 22   | Cuartos de final | Semifinal        | Cuartos de final |
| 2007–2008              | BBL   | 10º  | 33   | 10 | 23 | 20   | NSC              | 1º Ronda         | Cuartos de final |
| 2008–2009              | BBL   | 3º   | 33   | 21 | 12 | 42   | Semifinal        | 1º Ronda         | Cuartos de final |
| 2009–2010              | BBL   | 6º   | 36   | 21 | 15 | 42   | Cuartos de final | 1º Ronda         | Semifinal        |
| 2010–2011              | BBL   | 8º   | 33   | 17 | 16 | 34   | Cuartos de final | Semifinal        | Cuartos de final |
| 2011–2012              | BBL   | 2º   | 30   | 22 | 8  | 44   | Subcampeones     | 1º Ronda         | Semifinal        |
| 2012–2013              | BBL   | 1º   | 33   | 30 | 3  | 60   | Ganadores        | Subcampenes      | Ganadores        |

Notas:
- En el lapso 1999-2002 la BBL funcionó con un sistema basado en conferencias. Leicester compitió en la Conferencia Norte.
- NSC denota No se clasificó.

## Palmarés
- Campeón BBL: - 2001, 2013, 2017, 2018, 2019
  - Subcampeón BBL: - 2012, 2016
- Campeón BBL Trophy : - 2016, 2017, 2018
  - Subcampeón BBL Trophy : - 1992, 2006, 2013
- Campeón National Cup : - 2001, 2013, 2014
  - Subcampeón National Cup : - 1991, 1998

### Jugadores Célebres
| - David Aliu 1 temporada: '06-'07 - Andy Betts 1 temporada: '93-'94 - Karl Brown 5 temporadas: '99-'03 - Steve Bucknall 2 temporadas: '05-'07 - Mark Hawley 2 temporadas: '97-'99 - Dave Jones 2 temporadas: '00-'02 - Robert Youngblood - Carl Olssen - Steve O'Shea - Nate Reinking 1 temporada: '06-'07 - Billy Singleton 4 temporadas: '97-'99, '00-'02 | - Aaron Westbrooks - Andrew Alleyne 1 temporada: '06-'07 - Chris Webber 3 temporadas: '98-'99, '02-'04 - Shawn Myers 1 temporada: '06-'07 - Marty Headd - Lonnie Legette - Steve McGlothin 3 temporadas: '00-'02, '04-'05 - Anthony McHenry 1 temporada: '05-'06 - Kenny Pemberton - Tony Windless 3 temporadas: '08-'11 - Brad Wierzbicki |